# オカムラ食品工業
株式会社オカムラ食品工業（オカムラしょくひんこうぎょう）は、青森県青森市に本社を置く海鮮惣菜加工を中心とした食品メーカー。

## 沿革
- 1971年　資本金200万円で青森市に設立。
- 1983年　第一工場完成
- 1988年　九州営業所開設
- 2002年　東京事務所開設
- 2014年　青森県深浦町で生食用サーモンの大規模養殖事業を開始。
- 2019年2月1日 株式会社ポートを吸収合併
- 2023年9月27日　東京証券取引所スタンダード市場へ上場[2]。

## 子会社
株式会社ポート2019年2月1日、株式会社オカムラ食品工業に吸収
- 青森店 - 青森県青森市八重田1-6-12
- 弘前店 - 青森県弘前市石渡3-3-20(2022年５月閉店）